# Каюмов, Дмитрий Игоревич
Дми́трий И́горевич Каю́мов (11 мая 1992, Реутов, Московская область, Россия) — российский футболист. Выступает на позиции атакующего полузащитника. Игрок клуба СКА (Ростов-на-Дону).

## Клубная карьера
Воспитанник СДЮШОР московского «Спартака», в которой начал заниматься в 1998 году. Его первым тренером был Виктор Петрович Кечинов. В 2009 году дебютировал за дублирующий состав клуба в молодёжном первенстве. 20 марта во втором тайме появился на поле вместо Александра Зотова в матче с краснодарской «Кубанью». 1 мая открыл счёт своим забитым мячам, отметившись дублем в игре со столичным «Динамо». Всего в первенстве Каюмов провёл 26 встреч и отметился семью мячами. В следующем сезоне также регулярно появлялся в стартовом составе, и в первой половине первенства сумел отличиться восемь раз. В конце августа в гостевой встрече с дублёрами «Терека» получил серьёзную травму мениска и крестообразных связок, вследствие чего выбыл из строя до конца сезона, в котором его одноклубники завоевали золотые медали.
В июне 2011 года Каюмов впервые попал в заявку на матч премьер-лиги против «Динамо», однако на поле не появился. Дебютировал 23 октября в домашнем поединке с «Томью», в котором на 62-й минуте заменил Деми де Зеува и через двадцать минут забил свой первый гол в чемпионате России. Мяч после его удара из-за пределов штрафной попал в верхний угол ворот Алексея Ботвиньева.
20 ноября 2011 года вышел на замену в матче 31-го тура чемпионата России против «Локомотива», спустя несколько минут на ровном месте получил повреждение, но доиграл матч до конца, так как замен на тот момент уже не оставалось. Позже у 19-летнего Каюмова было диагностировано частичное повреждение связочного аппарата коленного сустава. 
30 ноября 2011 года заключил долгосрочный контракт со «Спартаком».
5 сентября 2014 года участвовал в матче открытия нового стадиона «Спартака» против «Црвены Звезды» (1:1).
29 июля 2016 года подписал однолетний контракт с ФК «Тамбов». 24 января 2017 года перешёл в «Факел». 22 января 2018 года покинул воронежский клуб и 26 февраля подписал контракт с «Армавиром», а в январе 2019 года расторг контракт с клубом. В феврале подписал контракт с курским «Авангардом».

## Карьера в сборной
В начале ноября 2011 года Каюмов получил вызов в молодёжную сборную России для подготовки к игре отборочного турнира чемпионата Европы 2013 года со сверстниками из Албании. 10 ноября состоялся дебют Каюмова в составе сборной, когда главный тренер Николай Писарев выпустил его на поле на 66-й минуте матча вместо Антона Соснина.
31 мая 2013 года попал в расширенный список студенческой сборной России для участия во Всемирной Универсиаде в Казани, но в окончательный список игроков включён не был.

## Статистика выступлений

### Клубная
| Выступление          | Выступление      | Выступление      | Лига | Лига | Кубки | Кубки | Еврокубки | Еврокубки | Прочие | Прочие | Итого | Итого |
| Клуб                 | Лига             | Сезон            | Игры | Голы | Игры  | Голы  | Игры      | Голы      | Игры   | Голы   | Игры  | Голы  |
| -------------------- | ---------------- | ---------------- | ---- | ---- | ----- | ----- | --------- | --------- | ------ | ------ | ----- | ----- |
| Спартак (Москва)     | Премьер-лига     | 2011/12          | 3    | 1    | 0     | 0     | 0         | 0         | 0      | 0      | 3     | 1     |
| Спартак (Москва)     | Премьер-лига     | 2012/13          | 1    | 0    | 0     | 0     | 0         | 0         | 0      | 0      | 1     | 0     |
| Спартак (Москва)     | Итого            | Итого            | 4    | 1    | 0     | 0     | 0         | 0         | 0      | 0      | 4     | 1     |
| → Амкар              | Премьер-лига     | 2013/14          | 7    | 0    | 1     | 1     | 0         | 0         | 0      | 0      | 8     | 1     |
| → Амкар              | Итого            | Итого            | 7    | 0    | 1     | 1     | 0         | 0         | 0      | 0      | 8     | 1     |
| → Спартак-2 (Москва) | Первенство ПФЛ   | 2014/15          | 25   | 6    | 0     | 0     | 0         | 0         | 0      | 0      | 25    | 6     |
| → Спартак-2 (Москва) | Первенство ФНЛ   | 2015/16          | 28   | 8    | 0     | 0     | 0         | 0         | 0      | 0      | 28    | 8     |
| → Спартак-2 (Москва) | Итого            | Итого            | 53   | 14   | 0     | 0     | 0         | 0         | 0      | 0      | 53    | 14    |
| Тамбов               | Первенство ФНЛ   | 2016/17          | 8    | 0    | 2     | 0     | 0         | 0         | 0      | 0      | 10    | 0     |
| Тамбов               | Итого            | Итого            | 8    | 0    | 2     | 0     | 0         | 0         | 0      | 0      | 10    | 0     |
| Факел                | Первенство ФНЛ   | 2016/17          | 12   | 1    | 0     | 0     | 0         | 0         | 0      | 0      | 12    | 1     |
| Факел                | Первенство ФНЛ   | 2017/18          | 16   | 1    | 2     | 0     | 0         | 0         | 0      | 0      | 18    | 1     |
| Факел                | Итого            | Итого            | 28   | 2    | 2     | 0     | 0         | 0         | 0      | 0      | 30    | 2     |
| Армавир              | Первенство ПФЛ   | 2017/18          | 13   | 2    | 0     | 0     | 0         | 0         | 0      | 0      | 13    | 2     |
| Армавир              | Первенство ФНЛ   | 2018/19          | 16   | 2    | 1     | 0     | 0         | 0         | 0      | 0      | 17    | 2     |
| Армавир              | Итого            | Итого            | 29   | 4    | 1     | 0     | 0         | 0         | 0      | 0      | 30    | 4     |
| Авангард (Курск)     | Первенство ФНЛ   | 2018/19          | 12   | 2    | 0     | 0     | 0         | 0         | 0      | 0      | 12    | 2     |
| Авангард (Курск)     | Первенство ФНЛ   | 2019/20          | 13   | 1    | 1     | 0     | 0         | 0         | 0      | 0      | 14    | 1     |
| Авангард (Курск)     | Итого            | Итого            | 25   | 3    | 1     | 0     | 0         | 0         | 0      | 0      | 26    | 3     |
| Кубань               | Первенство ПФЛ   | 2020/21          | 29   | 7    | 2     | 0     | 0         | 0         | 0      | 0      | 31    | 7     |
| Кубань               | Итого            | Итого            | 29   | 7    | 2     | 0     | 0         | 0         | 0      | 0      | 31    | 7     |
| Томь                 | Первенство ФНЛ   | 2021/22          | 1    | 0    | 0     | 0     | 0         | 0         | 0      | 0      | 1     | 0     |
| Томь                 | Итого            | Итого            | 1    | 0    | 0     | 0     | 0         | 0         | 0      | 0      | 1     | 0     |
| Всего за карьеру     | Всего за карьеру | Всего за карьеру | 184  | 31   | 9     | 1     | 0         | 0         | 0      | 0      | 193   | 32    |

## Достижения

### Командные
«Спартак» Москва
- Серебряный призёр чемпионата России: 2011/12
- Победитель молодёжного первенства России: 2010
- Серебряный призёр молодёжного первенства России (2): 2009, 2011

«Спартак-2» Москва
- Победитель первенства ПФЛ (зона «Запад»): 2014/15

«Армавир»
- Победитель первенства ПФЛ (зона «Юг»): 2017/18

«Кубань»
- Победитель первенства ПФЛ (группа 1): 2020/21

Сборная России (до 21)
- Обладатель Кубка Содружества: 2013

### Личные
- Награда «Малый Золотой кабан» от болельщиков ФК «Спартак»: 2011/12, 2012/13
- Лучший игрок Кубка Содружества: 2013